# Джерово
Джерово (болг. Джерово) — село в Болгарии. Находится в Кырджалийской области, входит в общину Кирково. Население составляет 346 человек.

## Политическая ситуация
В местном кметстве Джерово, в состав которого входит Джерово, должность кмета (старосты) исполняет Иво Рафаилов Чакыров (Союз демократических сил (СДС)) по результатам выборов.
Кмет (мэр) общины Кирково — Шукран Кязим Идриз (Движение за права и свободы (ДПС)) по результатам выборов.